# Kateřina Habsburská (1420–1493)
Kateřina Habsburská (1420 nebo 1424?, Vídeňské Nové Město – 11. září nebo 11. prosince 1493, zámek Hohenbaden) byla markraběnka bádenská pocházející z Habsburské dynastie.

## Život
Byla pátý potomek a druhorozená dcera rakouského arcivévody Arnošta Železného a jeho druhé ženy, Piastovny Cimburgy Mazovské. Jejím nejstarším bratrem byl římskoněmecký císař Fridrich III.
V roce 1446 byla Kateřina provdána za budoucího bádenského markraběte Karla I. (1453–1475). Během téměř třicetiletého manželství přivedla na svět šest dětí. Zemřela roku 1493, osmnáct let po svém manželovi a byla pohřbena v Baden-Badenském klášterním kostele Panny Marie.

## Potomci
- Kateřina (1449–1484)
- Cimburga (1450–1501)
- Markéta (1452–1495), abatyše v klášteře Lichtenthal
- Kryštof I. (13. listopadu 1453 – 19. dubna 1527), bádenský markrabě
- Albrecht (1456–1488)
- Fridrich (1458–1517), biskup z Utrechtu